# Spirit (rover)
Pour les articles homonymes, voir Spirit.
Pour un article plus général, voir Mars Exploration Rover.
Spirit (en français : « Esprit »), alias MER-A (Mars Exploration Rover - A), est l'un des deux astromobiles de la mission Mars Exploration Rover de l'agence spatiale américaine, la NASA, lancé vers la planète Mars en 2003. L'engin qui s'est posé sur Mars le 4 janvier 2004 dans le cratère Goussev avait pour but d'étudier la géologie de Mars et de déterminer en particulier le rôle joué par l'eau dans l'histoire de la planète. Sa mission qui devait durer 90 jours s'est achevée officiellement en mars 2010. Cette durée de vie lui a permis de parcourir 7,73 km (objectif de la mission primaire 600 mètres) et de largement dépasser les objectifs scientifiques assignés.
Spirit pèse environ 185 kg et se déplace sur six roues mues par l'énergie électrique fournie par des panneaux solaires. Il est équipé de trois paires de caméras utilisées pour la navigation et de plusieurs instruments scientifiques : une caméra panoramique située sur un mât à 1,5 mètre de hauteur, un outil pour abraser la surface des roches porté par un bras articulé sur lequel se trouvent également un spectromètre à rayons X, un spectromètre Mössbauer et une caméra microscope. Enfin, un spectromètre infrarouge est utilisé pour l'analyse des roches et de l'atmosphère. Ses déplacements sont pilotés par le Jet Propulsion Laboratory (JPL), une division du California Institute of Technology situé à Pasadena en Californie, lequel gère l'ensemble du programme Mars Exploration Rover pour la NASA.
Spirit a pour objectif principal l'étude géologique de la surface de Mars d'une région jugée susceptible d'avoir été autrefois irriguée, en l'occurrence le cratère Gusev, supposé avoir abrité un ancien lac. Le rover a été conçu pour une durée de vie de 90 jours martiens (sols) et pour parcourir 600 mètres. Plus de cinq ans après, le 17 mars 2009, il avait parcouru près de 7,7 kilomètres. Il s'est enlisé dans une dune fin 2009 et sa dernière communication avec la Terre date du 22 mars 2010.

## Objectifs de la mission
Sept objectifs scientifiques ont été assignés à la mission Mars Exploration Rover. Ce sont tous des missions géologiques concernant le passé de la planète. En particulier, les rovers doivent étudier des traces de la présence passée d'eau sur Mars. De plus, cette étude au sol sera comparée à celles effectuées depuis l'orbite par les différentes sondes spatiales telles que Mars Reconnaissance Orbiter.
Au cours des deux prochaines décennies, la NASA continuera à mener des missions consacrées à la recherche d'une éventuelle vie sur Mars, se demandant si la vie n'a jamais pris naissance sur la planète Mars. La recherche a commencé à déterminer si l'environnement martien n'a jamais été propice à la vie. La vie, comme nous l'entendons, nécessite de l'eau, aussi l'histoire de l'eau sur Mars est essentielle pour savoir si l'environnement martien n'a jamais été propice à la vie. Bien que les Mars Exploration Rovers n'ont pas la capacité de détecter directement la vie, ils ont offert des informations très importantes sur l'habitabilité de l'environnement au cours de l'histoire de la planète.

## Caractéristiques techniques de l'astromobile
Spirit (et son jumeau, Opportunity) sont des robots à six roues, alimentés par énergie solaire, mesurant 1,5 m de hauteur, 2,3 m de largeur et 1,6 m de long et pesant 180 kg. Le rover est équipé d'un système de suspension, baptisée rocker-bogie, permettant une mobilité sur terrain accidenté. Chaque roue possède son propre moteur. Le véhicule est dirigé à l'avant et à l'arrière et est conçu pour fonctionner en toute sécurité à des inclinaisons de 30 degrés. La vitesse maximale est de 50 millimètres par seconde, soit 0,18 kilomètre par heure, bien que la vitesse moyenne soit d'environ 10 millimètres par seconde. Spirit et Opportunity ont des morceaux de métal provenant du World Trade Center qui ont été « transformés en boucliers pour protéger les câbles sur les mécanismes de forage »,.

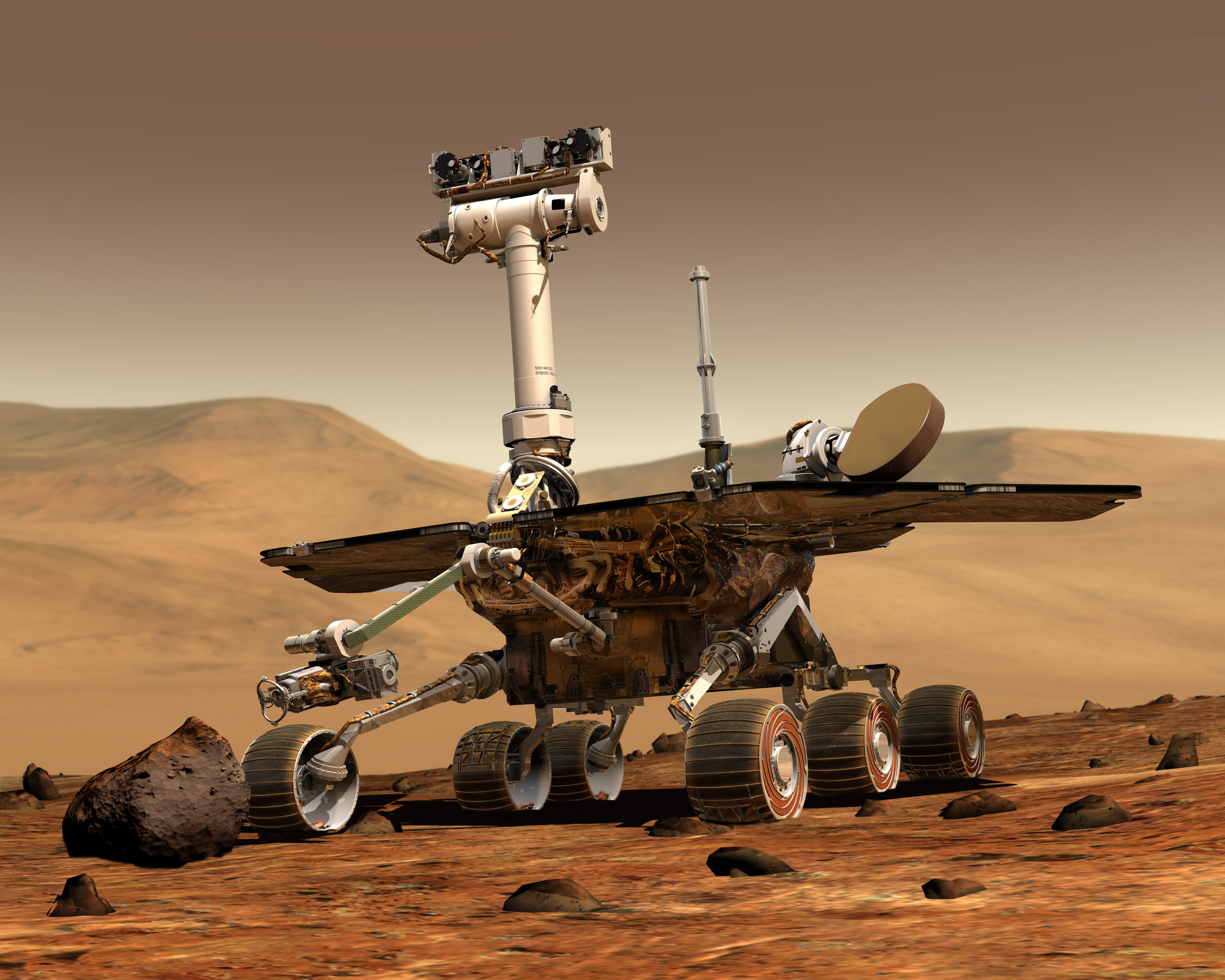
Vue d'artiste d'un engin de la mission Mars Exploration Rover (MER).

Schéma annoté d'un rover MER.

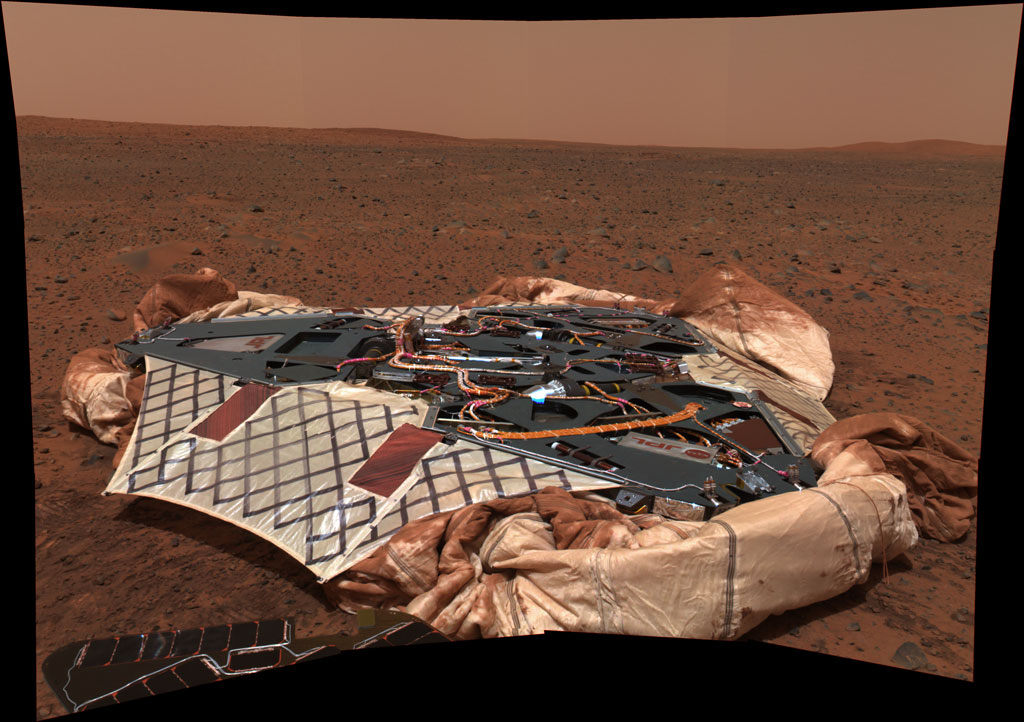
Photographie prise par le rover Spirit de son atterrisseur sur la surface de Mars le 18/19 janvier 2004 (Spirit sol 16).

Des panneaux solaires génèrent environ 140 watts pour un maximum de quatre heures par jour martien (sol), tandis que des batteries lithium-ion rechargeables stockent l'énergie pour une utilisation nocturne. L'ordinateur de bord de Spirit utilise un processeur RAD6000, cadencé à 20 mégahertz avec 128 mégaoctets de DRAM, 3 mégaoctets de mémoire EEPROM et 256 mégaoctets de mémoire flash. La température de fonctionnement du rover s'étend de −40 à +40 °C et des unités de chauffage à radioisotopes fournissent un niveau de chauffage de base, assistées par des radiateurs électriques lorsque cela est nécessaire. Un film d'or et un aérogel de silice fournissent une isolation.
Les communications dépendent d'une antenne de communication omnidirectionnelle à faible gain, à débit de données faible et d'une antenne à gain élevé orientable, toutes les deux étant en contact direct avec la Terre. Une antenne à faible gain est également utilisée pour relayer les données à un satellite en orbite martienne.
Spirit embarque plusieurs instruments scientifiques fixes :
- une caméra panoramique (en anglais : PanCam, Panoramic Camera) : examine la texture, la couleur, la minéralogie, et la structure du terrain local.
- une caméra de navigation (en anglais : Navcam, Navigation Camera) : monochrome avec un plus grand champ de vision, mais une résolution inférieure, pour la navigation et la conduite.
- un spectromètre infrarouge miniature d'émission thermique (en anglais : Mini-TES, Miniature Thermal Emission Spectrometer) : identifie les roches et les sols prometteurs pour un examen plus approfondi, et détermine les processus qui les ont formés.

Les autres instruments fixés sur un bras mobile sont :
- le spectromètre Mössbauer (MB) MIMOS II : utilisé pour les examens rapprochés de la minéralogie des roches de fer et des sols.
- le spectromètre Alpha Particle Rayons X (APXS) : utilisé pour les analyses rapprochées de l'abondance des éléments qui composent les roches et les sols.
- la caméra microscope (MI, Microscopic Imager) : obtient des images en gros plans à haute résolution de roches et des sols.
- la brisse RAT (en anglais : Rock Abrasion Tool) : expose la matière fraîche pour examen par les autres instruments.
- des aimants pour la collecte des particules de poussière magnétiques.

## Transit entre la Terre et Mars

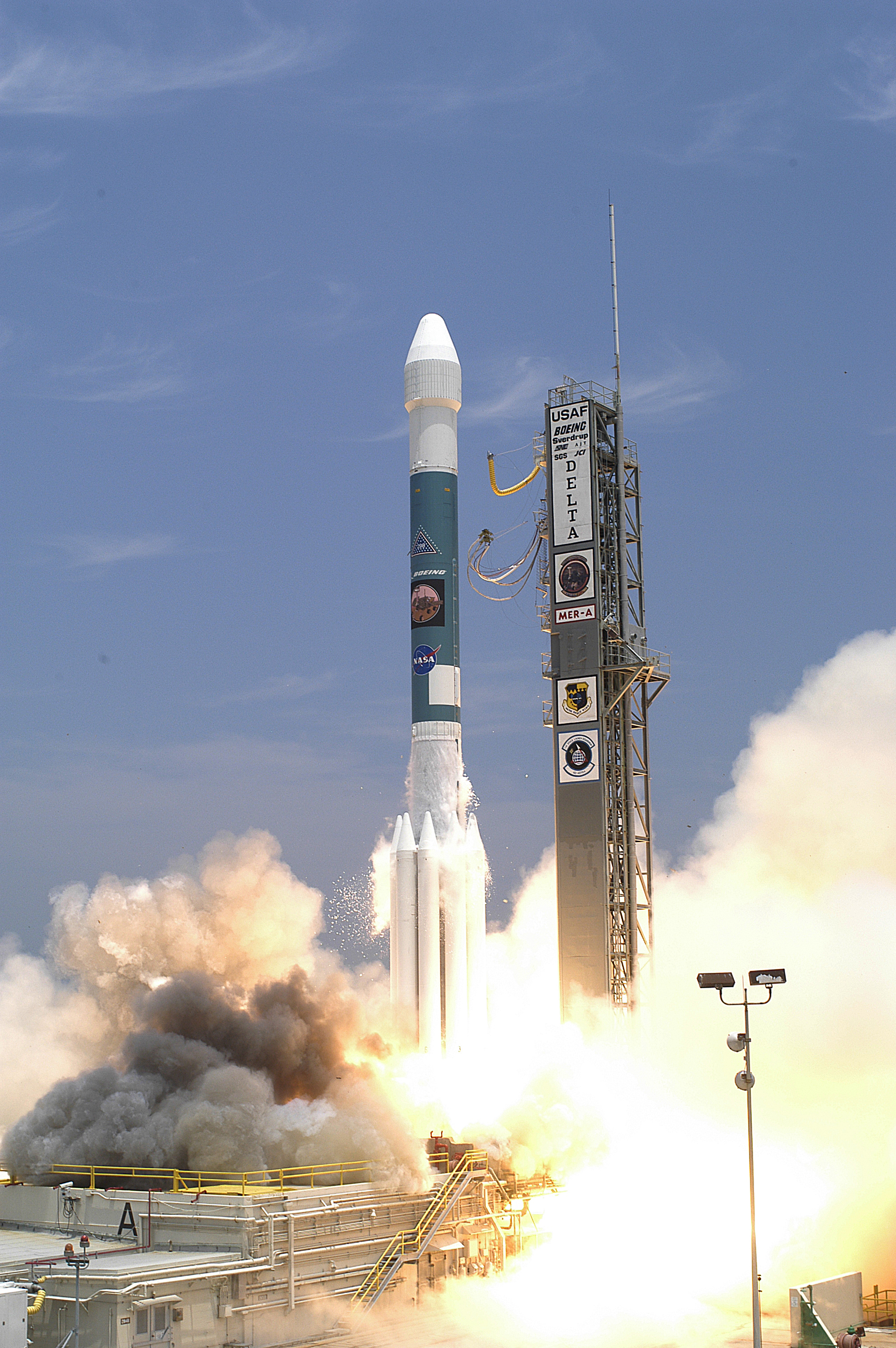
Lancement de MER-A par une fusée Delta II Heavy le 10 juin 2003.

Le rover est lancé le 10 juin 2003 par une fusée Delta II 7925 9.5, et atterrit le 4 janvier 2004 à 4 h 35 GMT (MSD 46216 3:35 AMT, 26 Tula 209 Darien)[réf. nécessaire] dans le cratère Gusev, situé 15 degrés au sud de l’équateur. Le cratère, baptisé ainsi en 1976 du nom d'un astronome russe du XIXe siècle, Matveï Goussev, mesure environ 145 kilomètres de diamètre et a été creusé par l'impact d'une grande météorite il y a plusieurs milliards d’années.

## Déroulement de la mission sur le sol martien

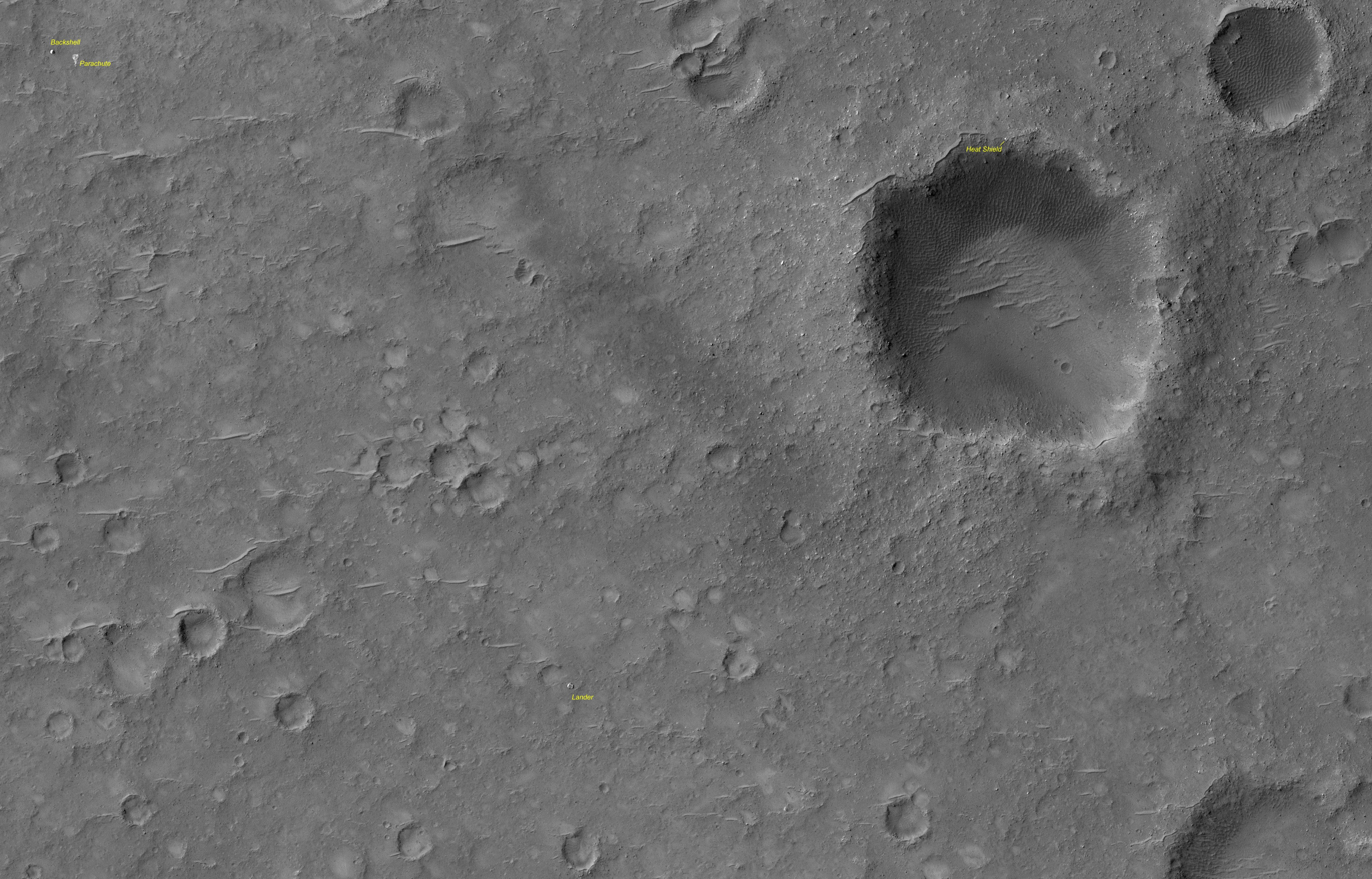
Site d'atterrissage de Spirit, tel qu'observé par MRO le 4 décembre 2006 (cliquez sur l'image pour l'agrandir).

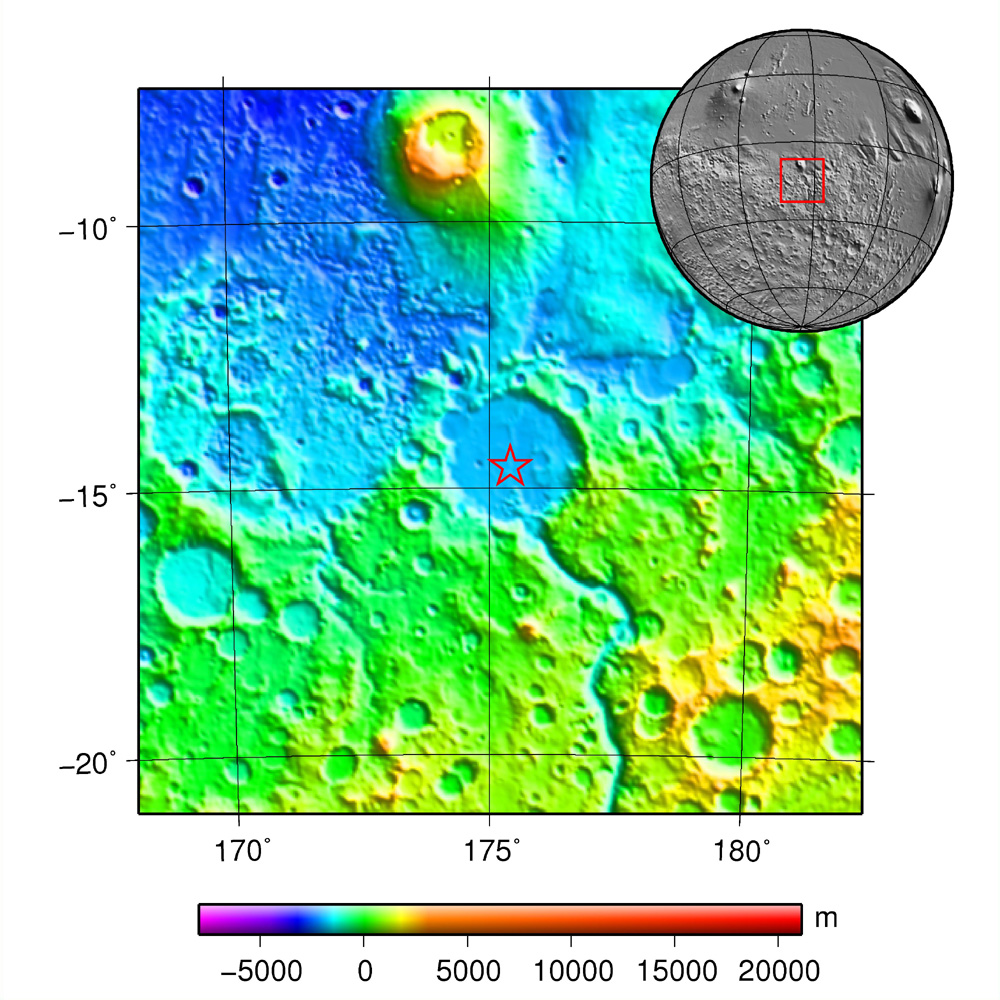
Une vue d'ensemble du site d'atterrissage de MER-A Spirit (marqués d'une étoile).

Le rover a achevé sa mission principale de 90 sols. Aidé par des événements de nettoyage, provoqués par des mécanismes encore mal compris, qui ont dépoussiéré ses panneaux solaires, augmentant la puissance disponible, Spirit a continué de fonctionner efficacement plus de vingt fois plus longtemps que prévu par les planificateurs de la NASA, après l'achèvement de la mission principale. Spirit a aussi parcouru 7,73 kilomètres, au lieu des 600 mètres planifiés, permettant une analyse géologique plus approfondie des roches martiennes et des caractéristiques de la surface martienne. Les premiers résultats scientifiques de la première phase de la mission (la mission primaire de 90 sols) ont été publiés dans un numéro spécial de la revue Science.
Le 1er mai 2009 (5 ans, 3 mois et 27 jours terrestres après l'atterrissage, soit 21,6 fois la durée initialement prévue de la mission), Spirit s'est enlisé dans le sol mou. Ce n'était pas le premier des enlisements de la mission et pendant les huit mois suivant, la NASA a soigneusement analysé la situation. Sur Terre, un modèle du rover placé sur une reproduction du sol martien a été utilisé pour simuler les manœuvres de dégagement. Une programmation du rover pour se libérer est effectuée mais toutes les tentatives se soldent par un échec.
Ces efforts se sont poursuivis jusqu'au 26 janvier 2010, lorsque les responsables de la NASA ont annoncé que le rover est probablement irrémédiablement bloqué à son emplacement dans le sol mou, mais qu'il continuera à mener des recherches scientifiques à partir de son emplacement actuel.
Le rover a continué son rôle de plate-forme scientifique stationnaire jusqu'à ce que la communication s'arrête le sol 2210 (22 mars 2010),. Le JPL a continué à tenter de retrouver le contact jusqu'au 24 mai 2011, lorsque la NASA a annoncé que les efforts visant à rétablir la communication avec le rover, resté muet, avaient pris fin,,. Un adieu officiel a été prévu au siège de la NASA après le Memorial Day et a été diffusé sur NASA TV.
La mission primaire de Spirit était planifiée pour durer au moins 90 sols. La mission a reçu plusieurs extensions et a duré environ 2 208 sols. Le 11 août 2007, Spirit a atteint la deuxième plus longue durée de fonctionnement sur la surface de Mars pour un atterrisseur ou rover avec 1 282 sols, un sol de plus que l'atterrisseur Viking 2. Cependant, Viking 2 était alimenté par une pile nucléaire alors que Spirit était alimenté par des panneaux solaires. Jusqu'à Opportunity, qui l'a dépassé le 19 mai 2010, la sonde martienne ayant fonctionné le plus longtemps à la surface de Mars était Viking 1, qui a fonctionné 2 245 sols. Le 22 mars 2010, Spirit a envoyé sa dernière communication, à un peu moins d'un mois du record de Viking 1. Une archive des mises à jour hebdomadaires sur l'état du rover est disponible au Spirit Update Archive.
La distance totale parcourue par Spirit, mesurée par odométrie, au 22 mars 2010 (sol 2210) est 7 730,50 mètres.

## Chronologie de la mission

### 2004
Le 4 janvier, Spirit se pose à seulement 10 kilomètres du centre de la zone elliptique prévue,. Peu après, il envoie ses premières photos.
Le 13 janvier (sol 9) est envoyé le premier panorama à partir de 225 clichés pris séparément par la PanCam de Spirit puis rassemblés numériquement. Celles-ci donnent aux scientifiques les informations dont ils ont besoin pour sélectionner les cibles géologiques prioritaires.
L'image panoramique ci-dessous montre une surface légèrement ondulée, parsemée de petits rochers, avec des collines à l'horizon, à 27 kilomètres. Le site d'atterrissage est baptisé « Columbia Memorial Station » en l'honneur des sept astronautes tués un an plus tôt dans l'accident de la navette spatiale Columbia.

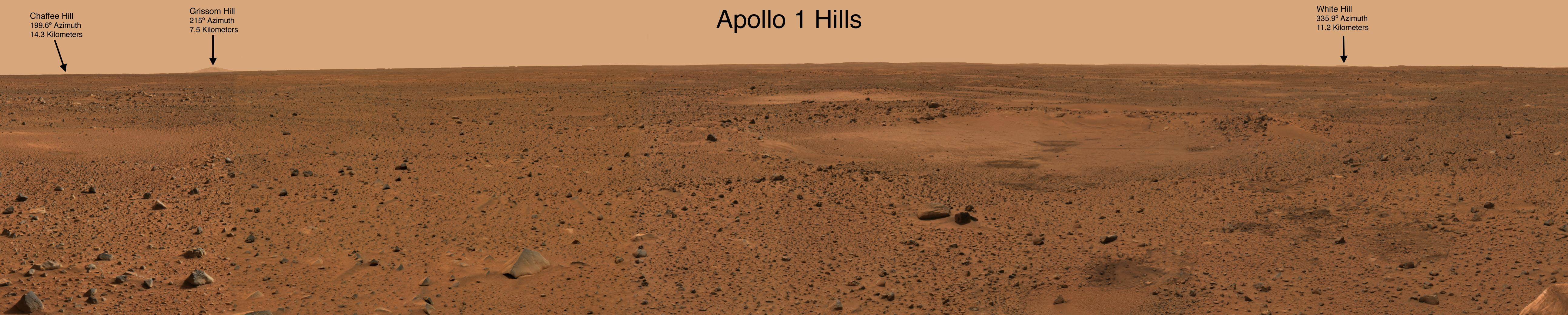
Vue panoramique annotée du site d’atterrissage de Spirit.

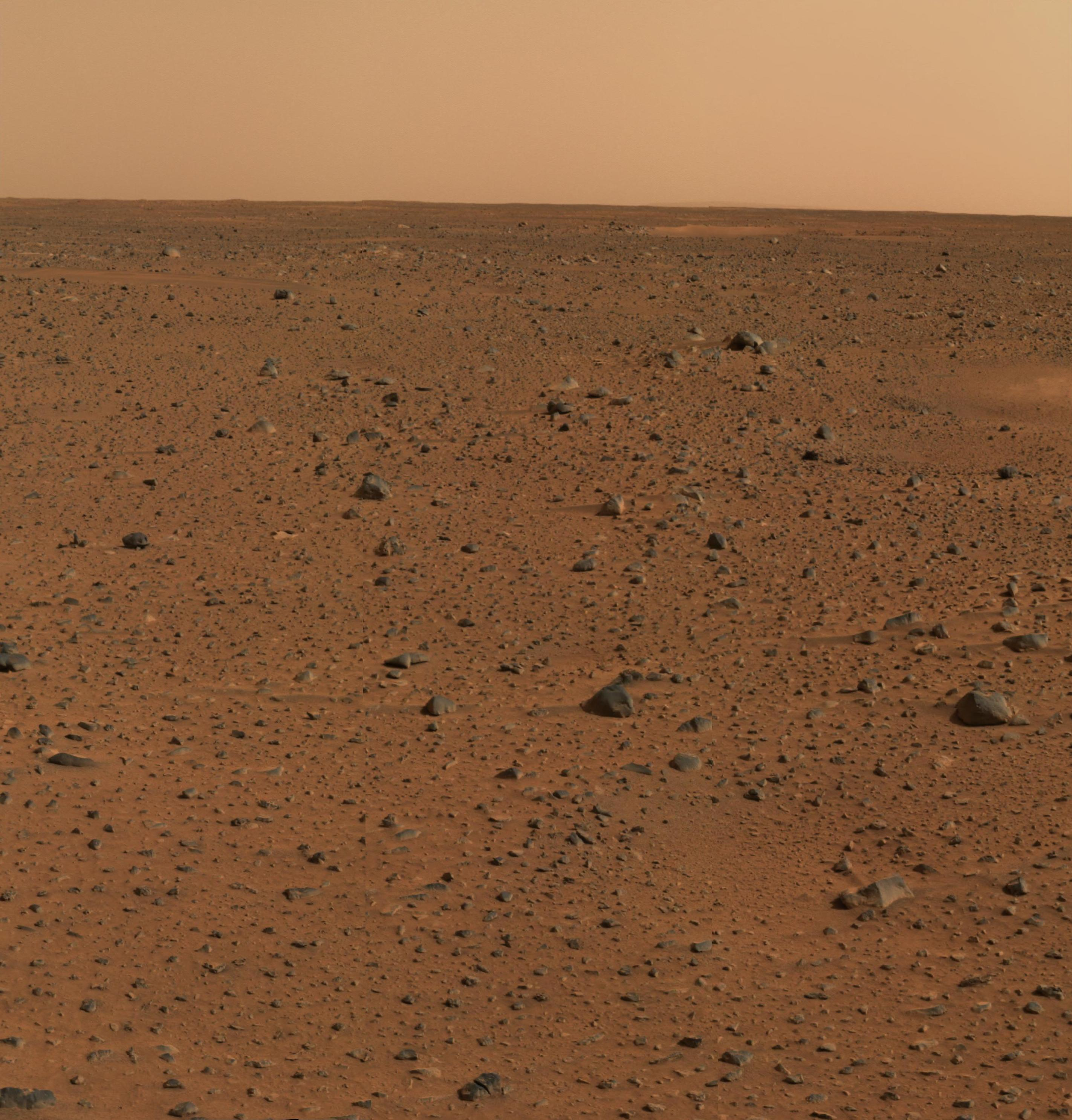
Première image en couleur compilée à partir d'images prises par Spirit. C'était l'image avec la plus haute résolution en couleurs jamais prise sur une autre planète.

Sleepy Hollow est un cratère de 9 mètres de diamètre, situé à environ 12 mètres au nord de l'atterrisseur. On l'aperçoit sur le côté droit de l'image ci-dessus. Cette cible a été choisie juste avant que le rover ne quitte le socle de l'atterrisseur.
Le 21 janvier (sol 18), à la suite d'un dysfonctionnement de son ordinateur central, Spirit cesse momentanément de communiquer avec la Terre. Après avoir localisé le problème, les ingénieurs suppriment certains fichiers et reformatent tout le système de mémoire. Le 6 février (sol 33), le rover est restauré et les activités scientifiques reprennent .

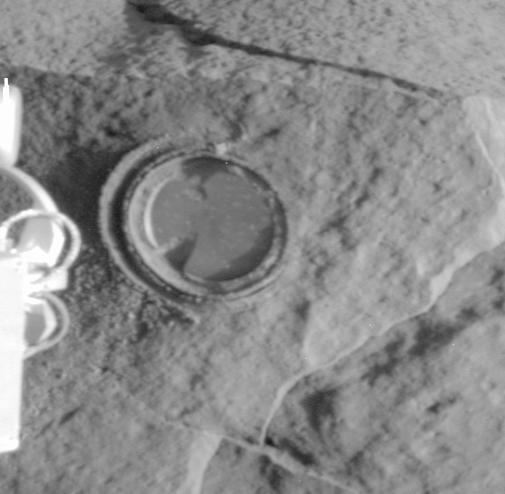
Photographie (prise par la Pancam) d'un rocher martien (appelé Adirondack) prise après abrasion par l'outil RAT (l'outil de broyage de roche).

Dès le lendemain, l'instrument RAT effectue la première abrasion intentionnelle d'un rocher sur Mars, en creusant une dépression ronde de 45,5 millimètres de diamètre et atteignant 2,65 millimètres de profondeur sur un rocher appelé Adirondack. Ce trou expose le matériau intérieur de la roche, frais, pour une inspection fine avec l'imageur microscopique du rover et deux spectromètres, sur le bras robotisé. Cette image a été prise par la caméra panoramique de Spirit, qui fournissait un contrôle visuel rapide de la réussite de l'abrasion.

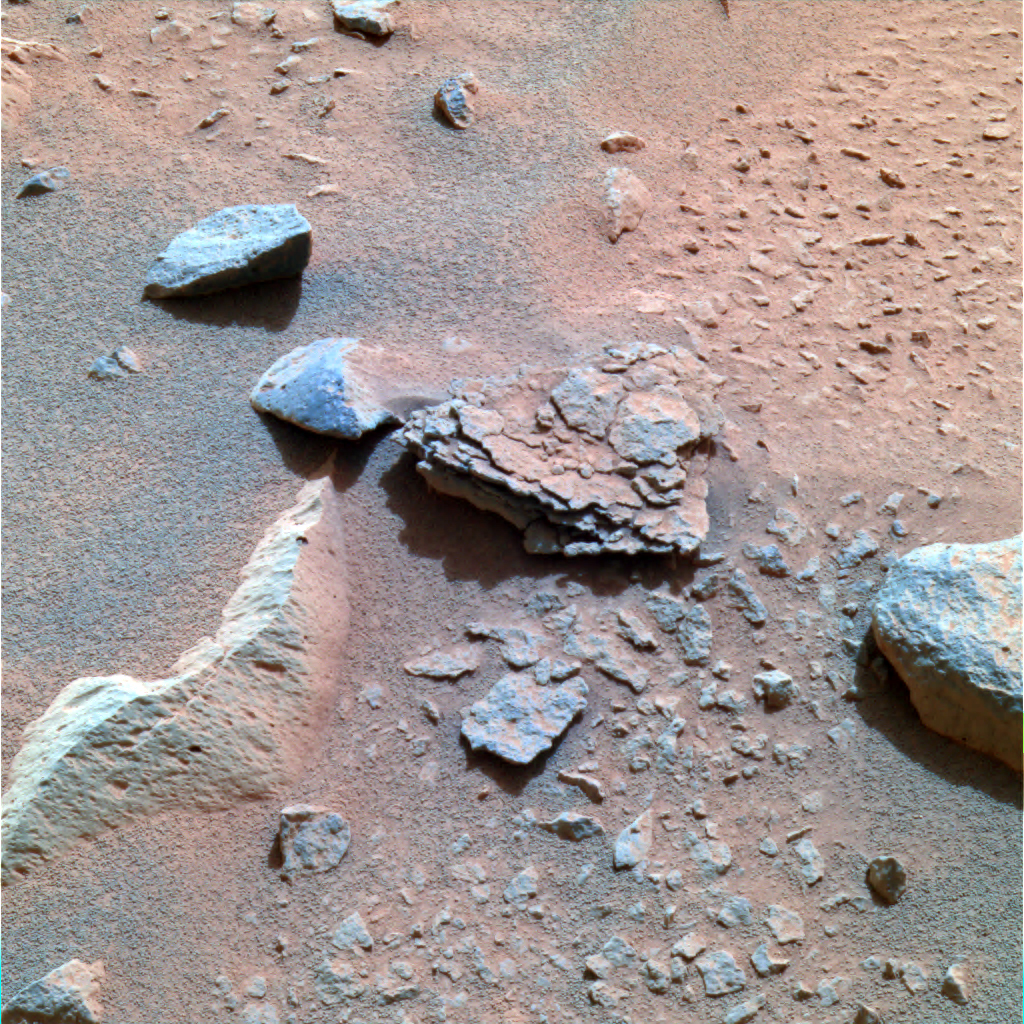
Image en fausse couleur du rocher Mimi.

Cette image couleur prise par la caméra panoramique de Spirit le 13 février (sol 40) est centrée sur une roche feuilletée baptisée Mimi. Elle est très différente de toutes les roches jusqu'alors observées. Son apparence floconneuse conduit les scientifiques à émettre un certain nombre d'hypothèses. Elle aurait pu être soumise à une pression par enfouissement, par impact, ou peut-être par une dune qui a été cimentée dans des couches feuilletées, un processus qui implique parfois l'action de l'eau.
Le 5 mars (sol 60), la NASA annonce que Spirit a trouvé des indices de l'histoire de l'eau sur Mars dans un rocher surnommé Humphrey. Raymond Arvidson, professeur au McDonnell Center for Space Sciences et président du Earth and Planetary Sciences à l'Université Washington à Saint-Louis, déclare : « Si nous avions trouvé ce rocher sur Terre, nous dirions que c'est une roche volcanique qui a un peu de fluide se déplaçant à travers celui-ci. »

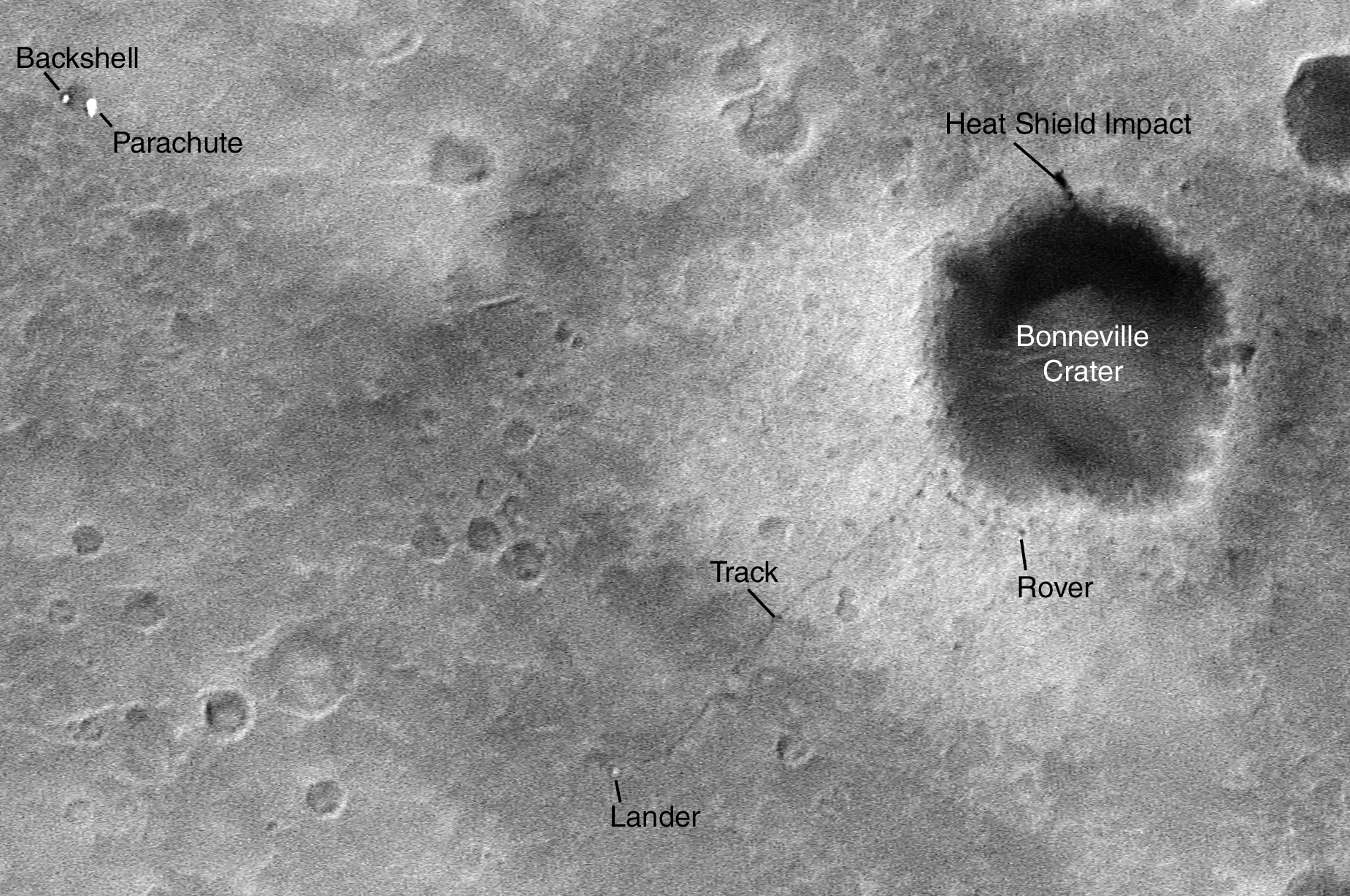
Le rover et son atterrisseur, photographiés le sol 85 par la sonde Mars Global Surveyor.

#### Le cratère Bonneville
Le 11 mars (sol 66), Spirit atteint le cratère Bonneville, situé à 370 mètres au nord de son point d'atterrissage, large d'environ 200 mètres et profond d'environ 10 mètres. Ne trouvant rien d'intéressant à l'intérieur, Spirit longe le bord sud puis est orienté vers le sud, avec pour objectif d'atteindre les Columbia Hills, situées à 2,3 kilomètres de là.
Le 1er avril (sol 87), le rover s'éloigne de Bonneville et est dirigé vers l'est. La mise à jour du logiciel de bord lui permet d’augmenter sensiblement sa vitesse.
Le 19 avril (sol 105), Spirit atteint le cratère Missoula, large de 91 mètres et profond[pas clair]. Ce cratère n'étant pas considéré comme une cible prioritaire, le rover le contourne (par le nord) et poursuit sa route. De même, au sol 118, il observe le cratère Lahontan mais s'en éloigne sans tarder car les dunes qui l'environnent présentent un risque d'enlisement.

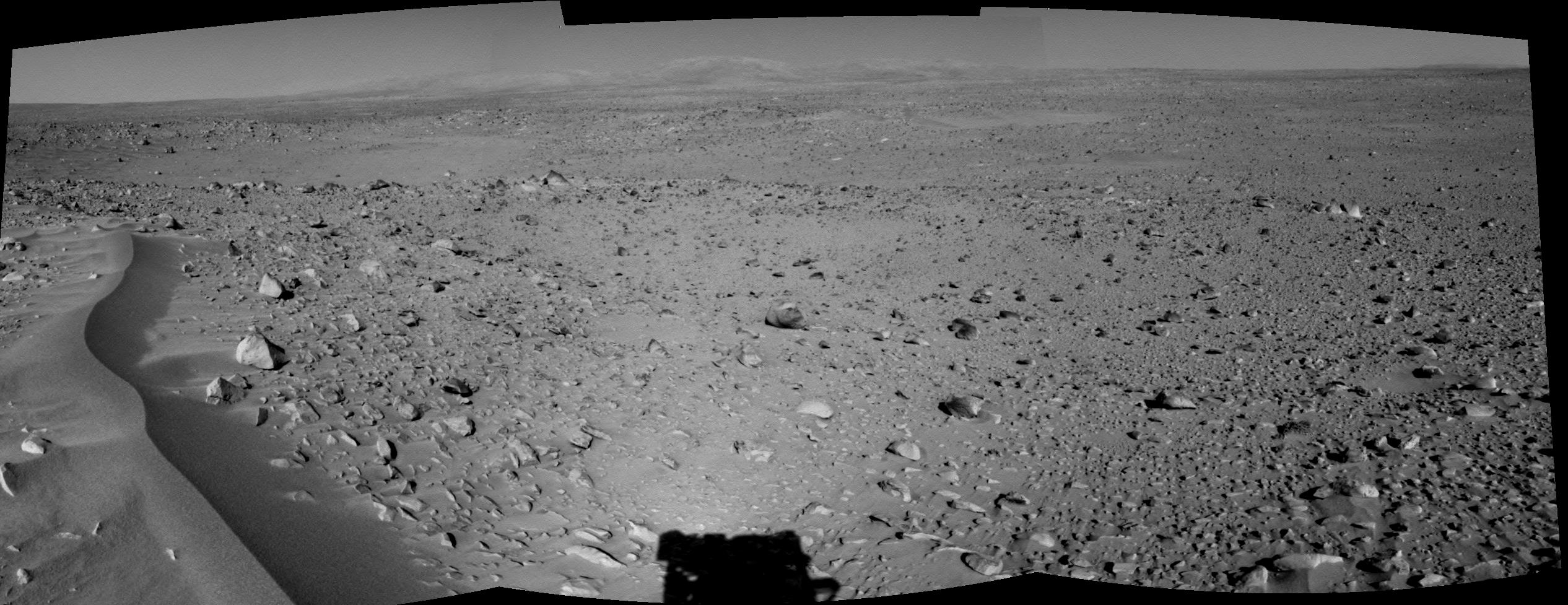
Le cratère Lahontan, photographié le sol 120.

#### Les Columbia Hills
Le 10 juin (sol 156), Spirit atteint enfin la base des Columbia Hills, à un endroit baptisé West Spur. Le Creux de Hank est étudié pendant trois semaines, jusqu'au sol 181. Dans ce cratère est présente une roche inhabituelle surnommée Pot of Gold.
De là, après une petite boucle par le nord, vers la cible Wooly Patch, qui est étudiée du 18 au 25 juillet (sols 192-199), Spirit s'engage dans les collines. Le 29 juillet (sol 203), il étudie la roche Clovis. celle-ci est broyée pour être analysée du 5 au 20 août (sol 210-225). Vient ensuite Ebenezer (sols 226-235).
Entre le 3 et le 28 septembre (sols 239-262), la communication avec Spirit est rompue en raison d'une conjonction solaire. Lorsqu'elle reprend sont analysés les rochers Tetl (sol 270), Uchben et Palinque (sols 281-295) puis Lutefisk (sols 296-303). Au sol 344, Spirit amorce son ascension de la colline Husband, via Cumberland Ridge, Larry Lookout et Tennessee Valley.

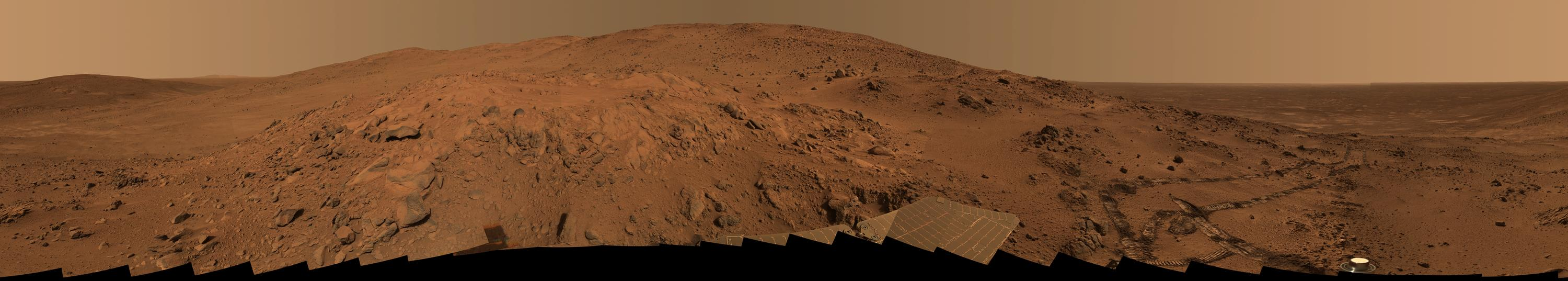
Panorama en couleur prise de « Lookout Larry ». « Tennessee Valley » est à l'extrême gauche et à droite, les traces du rover sont visibles.

### 2005
Le 26 janvier (sol 373), alors qu'il approche le sommet de la crête Cumberland, Spirit effectue un carottage de plus d'un centimètre dans une roche baptisée Peace grâce à son instrument d'abrasion de roches RAT. C'est le trou le plus profond jamais creusé jusqu'alors sur Mars.
Le mois de février est marqué par la poursuite de l'escalade des Columbia Hills le long de la crête rocheuse Cumberland. Le logiciel de bord du rover est mis à jour, ce qui facilite son autonomie. Comme le terrain est pentu (11 degrés), il est obligé de faire des lacets. Au fur et à mesure qu'il gravit les collines, Spirit retransmet des images du paysage du cratère Gusev, dont les remparts apparaissent à l'horizon.
Au début du mois de mars, le rover parvient à un endroit baptisé Larry's Lookout Le panorama y est exceptionnel : la Tennessee Valley, en contrebas, est bien visible, ainsi que d'autres collines et les remparts du cratère Gusev.
Durant sa progression, Spirit étudie différentes curiosités géologiques, dont Paso Robles, qui contient la plus grande quantité de sel trouvée sur la planète rouge. Le sol contient aussi une grande quantité de phosphore dans sa composition, mais pas presque aussi élevé qu'une autre roche prélevée par Spirit, Wishstone. À propos de la découverte, Steve Squyres affirme : « Nous essayons toujours de travailler sur ce que cela signifie, mais de toute évidence, avec beaucoup de ce sel autour, l'eau a œuvré ».

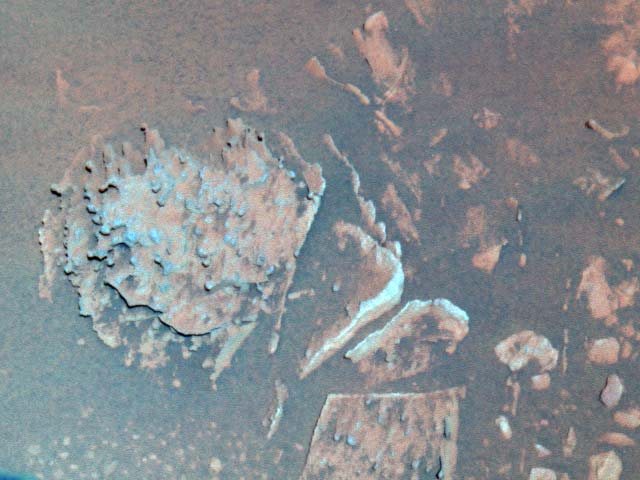
Roche Pot of Gold.
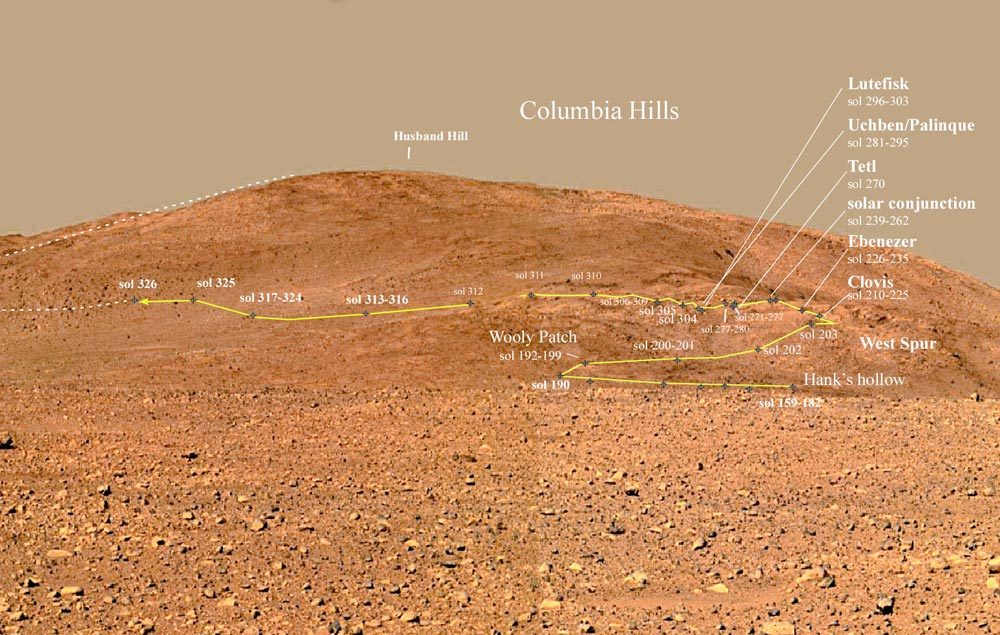
Trajet de Spirit jusqu'à Husband Hill.
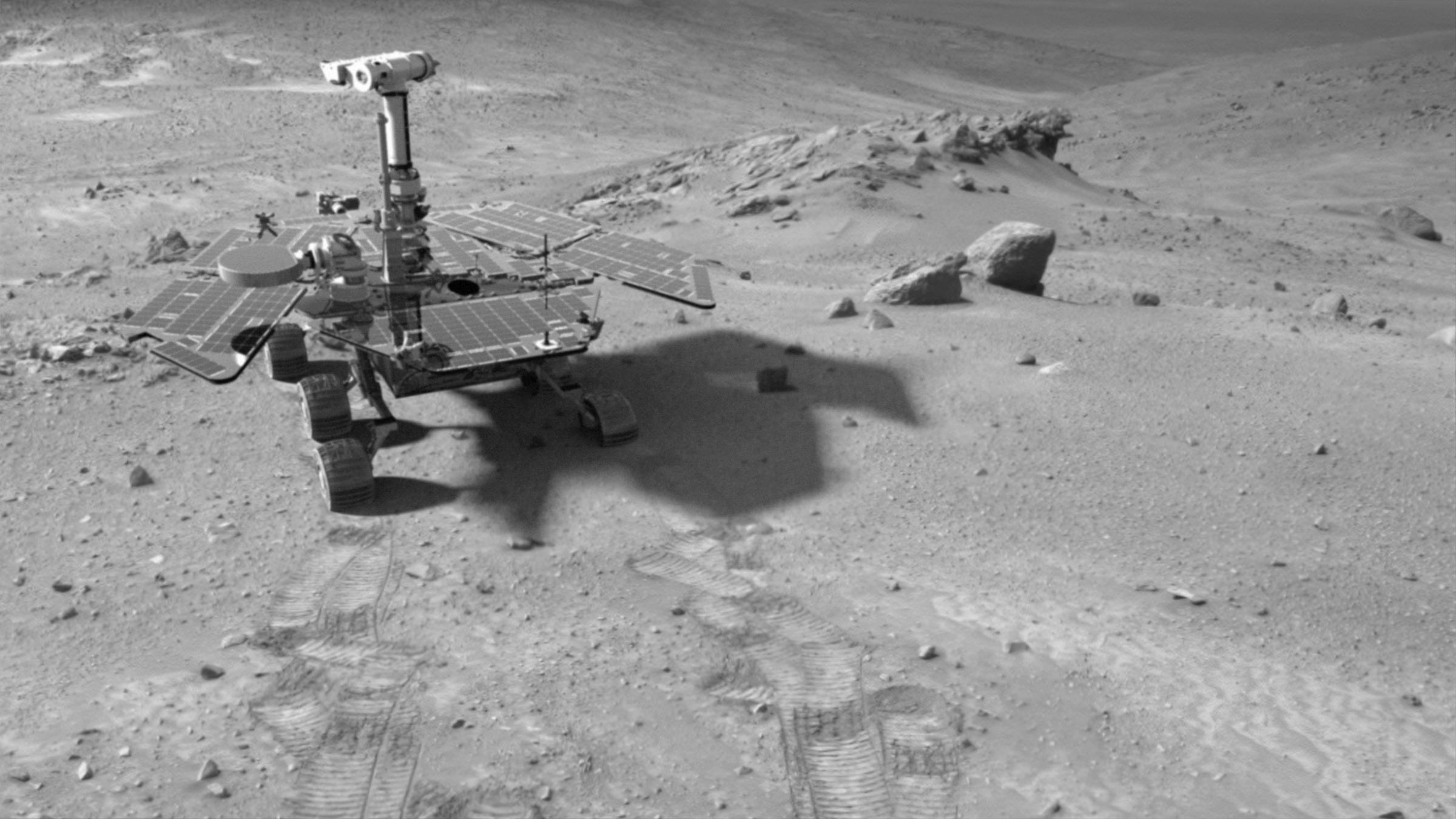
Spirit a artificiellement été ajouté à l'image (prise par lui-même) de Larry's Lookout.
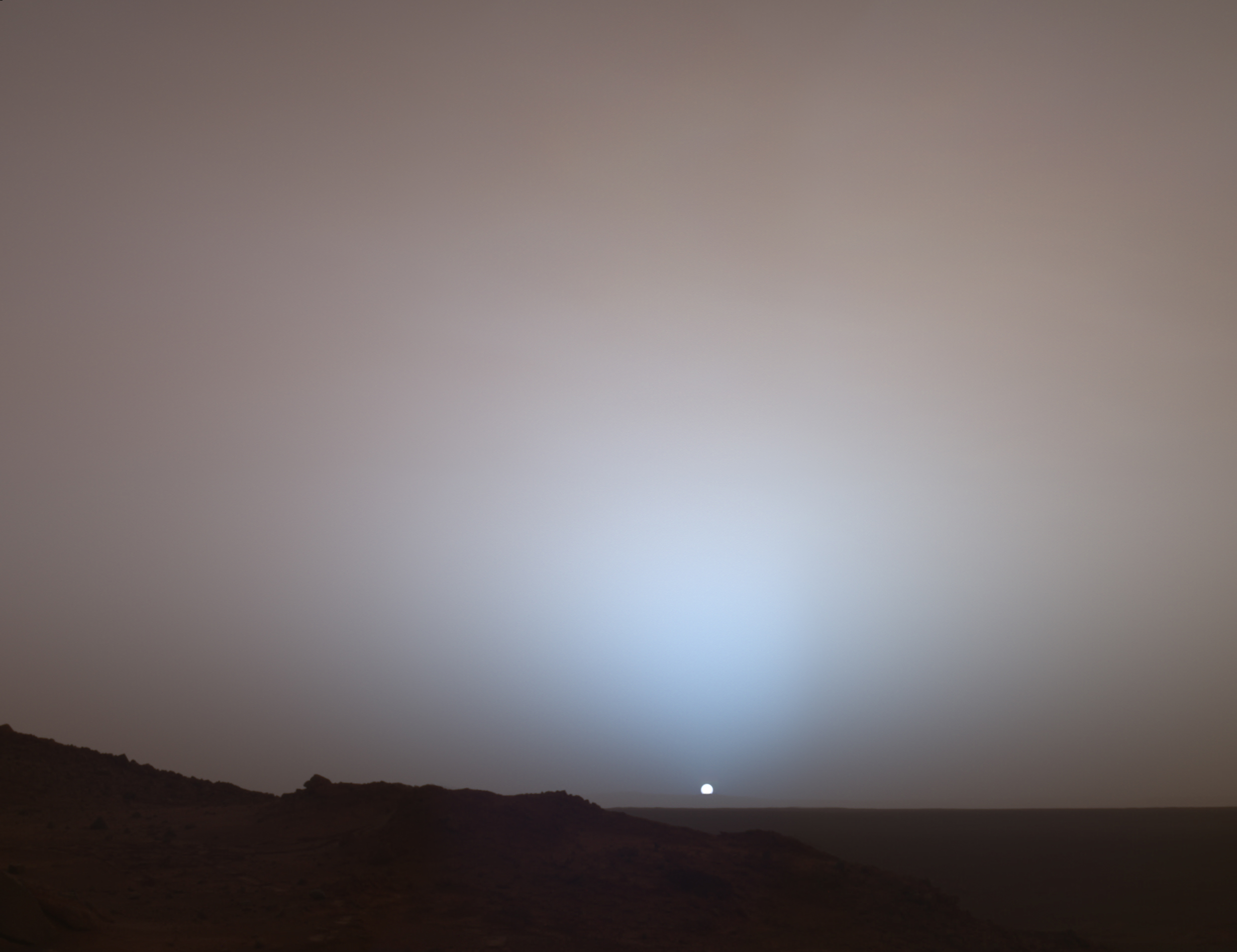
Coucher du soleil martien photographié par Spirit au cratère Gusev, le 19 mai 2005.

Le 7 mars se produit une tempête qui obscurcit l'ensemble du ciel et recouvre de poussière aussi bien les objectifs des caméras ainsi que les panneaux solaires. Fort heureusement le 9 (probablement lors de la nuit), caméras et panneaux solaires sont nettoyés par de nouveaux vents : l'alimentation électrique passe à 700 puis à 800 watts-heures, rechargeant complètement les batteries. Les réserves énergétiques du rover s'élèvent de près de 60 % à 93 %.
Le 10 mars, l'observation de tourbillons de poussière est spectaculaire. Même si ces tourbillons avaient déjà été repérés en 1997 par la sonde Pathfinder, l'étude de leur évolution (par rafales de photos) par Spirit et Opportunity constitue sans conteste l'un des apports les plus importants des missions MER .

Vidéo d'un tourbillon de poussière sur Mars, photographié par le rover martien Spirit. Le compteur dans le coin inférieur gauche indique la durée en secondes après que la première photo a été prise dans la séquence. Lors des images finales, on peut voir que le tourbillon de poussière a laissé une trace sur la surface martienne. Trois tourbillons de poussière apparaissent aussi au loin.

Le 19 avril, Spirit atteint un affleurement nommé Mathusalem (en anglais : Methuselah), qui se révèle particulièrement intéressant, de même qu'un peu plus tard un autre affleurement, baptisé Jibsheet. Le 7 juin, c'est au tour du rocher Backstay d'être analysé. Le 20 juin, Spirit a parcouru 4,5 kilomètres. Le 4 juillet, jour de la fête nationale américaine, il étudie un rocher baptisé, pour la circonstance, Independence Rock. Le 14 juillet, jour de la fête nationale en France, les rochers visités sont baptisés Sourire, Descartes et Bourgeoisie…
Le 21 août (sol 582), Spirit atteint le sommet de la colline Husband Hill, situé à une altitude de 82 mètres. Les images qu'il retransmet alors sont les plus spectaculaires de toute sa mission. Le rover entreprend ensuite une descente par le sud, en direction d'un plateau qu'il a repéré depuis le sommet de la colline : Home Plate.

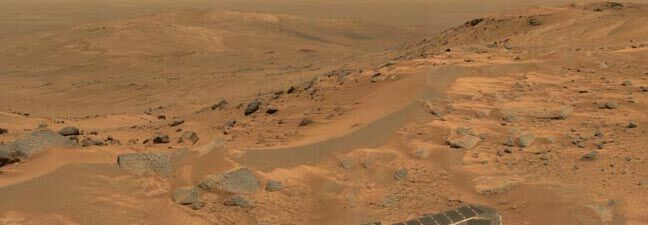
Vue du sommet prise par Spirit le 23 août 2005, après terminé la montée de la colline Husband Hill.
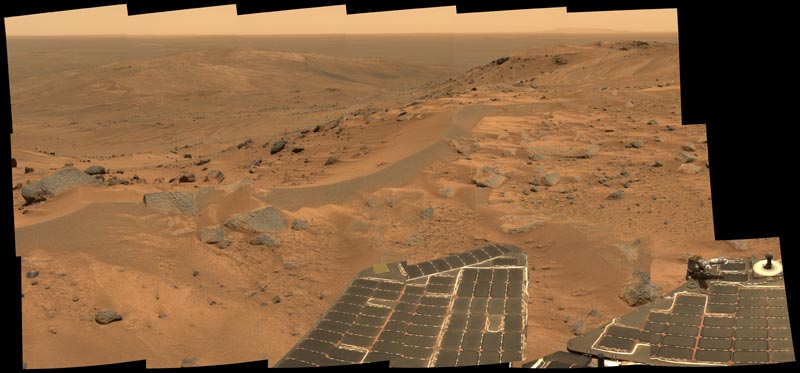
Vision plus large de ce même sommet.
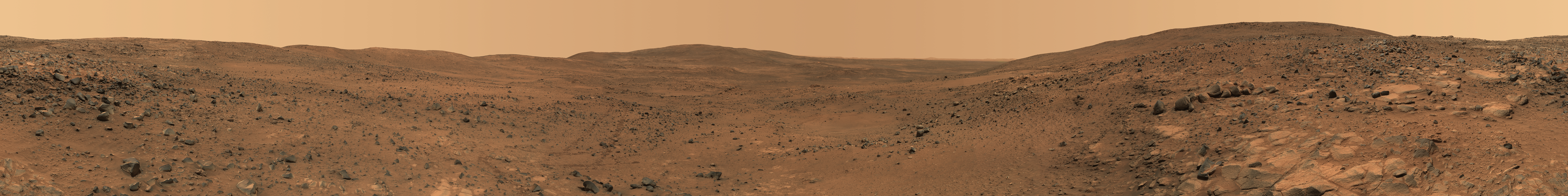
Perspective en descendant la colline Husband Hill.

### 2006
À l'origine, Spirit devait être dirigé sur la face nord de la colline McCool Hill (en), où il aurait bénéficié d'un ensoleillement maximal pendant l'hiver. Mais le 16 mars, sa roue avant droite cesse de fonctionner. Sa mobilité s'en trouve si réduite que les techniciens du JPL le font se déplacer en marche arrière. Le rover progresse encore vers la colline, faisant glisser sa roue brisée.
Home Plate

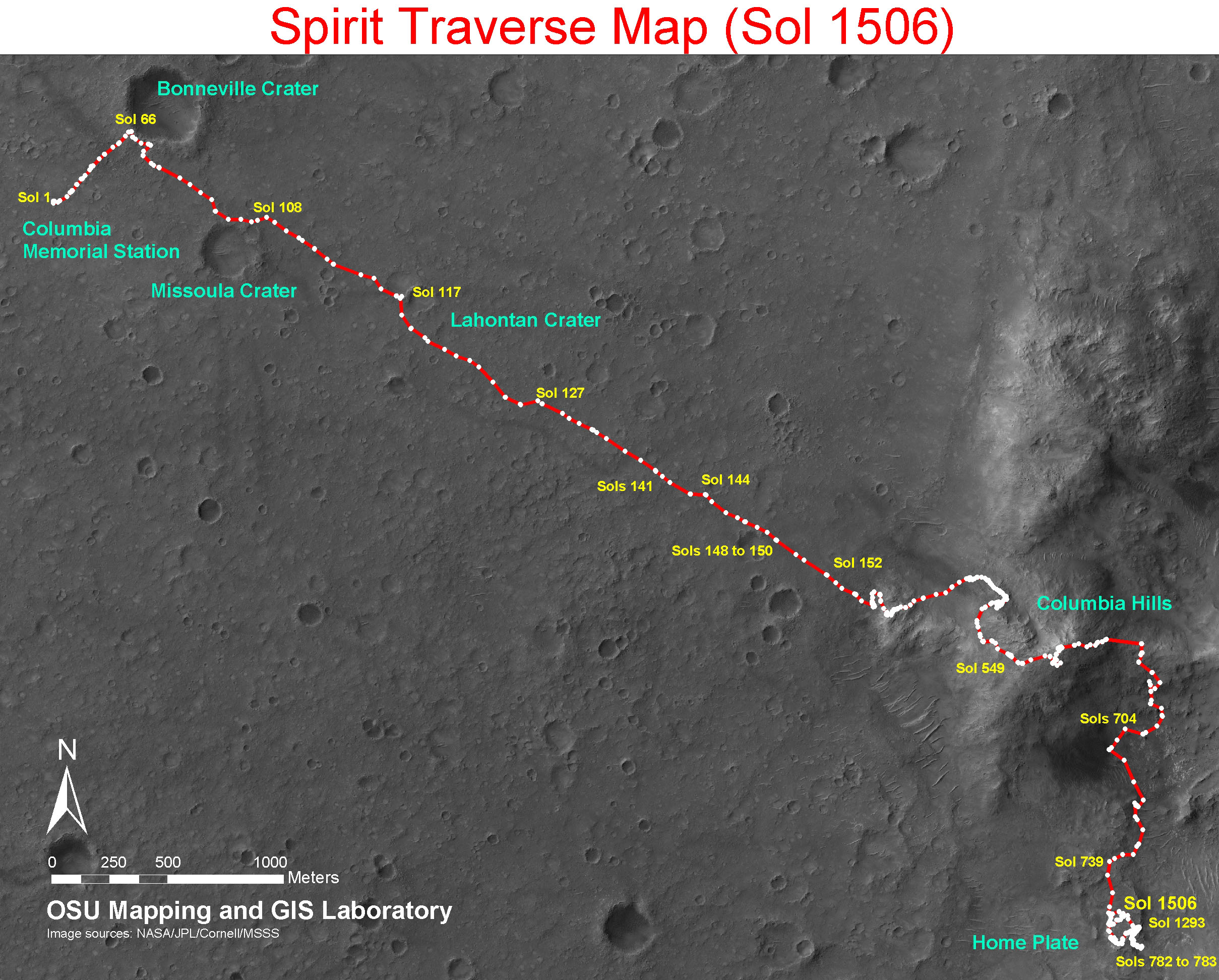
Trajet de Spirit depuis son site d'atterrissage jusqu'à Home Plate, qu'il va explorer pendant plus de trois ans, de février 2006 à mai 2009, avant de s'enliser dans les dunes avoisinantes.

Le 7 février (sol 744), le rover atteint finalement un affleurement stratifié de forme circulaire nommé Home Plate, autour duquel et sur lequel il va évoluer jusqu'à la fin de ses activités, en 2009.
De surcroît, à la fin du mois de mars, le rover rencontre un sol meuble qui entrave sa progression. La décision est prise de mettre fin aux tentatives d'atteindre la colline et de stationner sur une crête à proximité, nommée Low Ridge Haven.

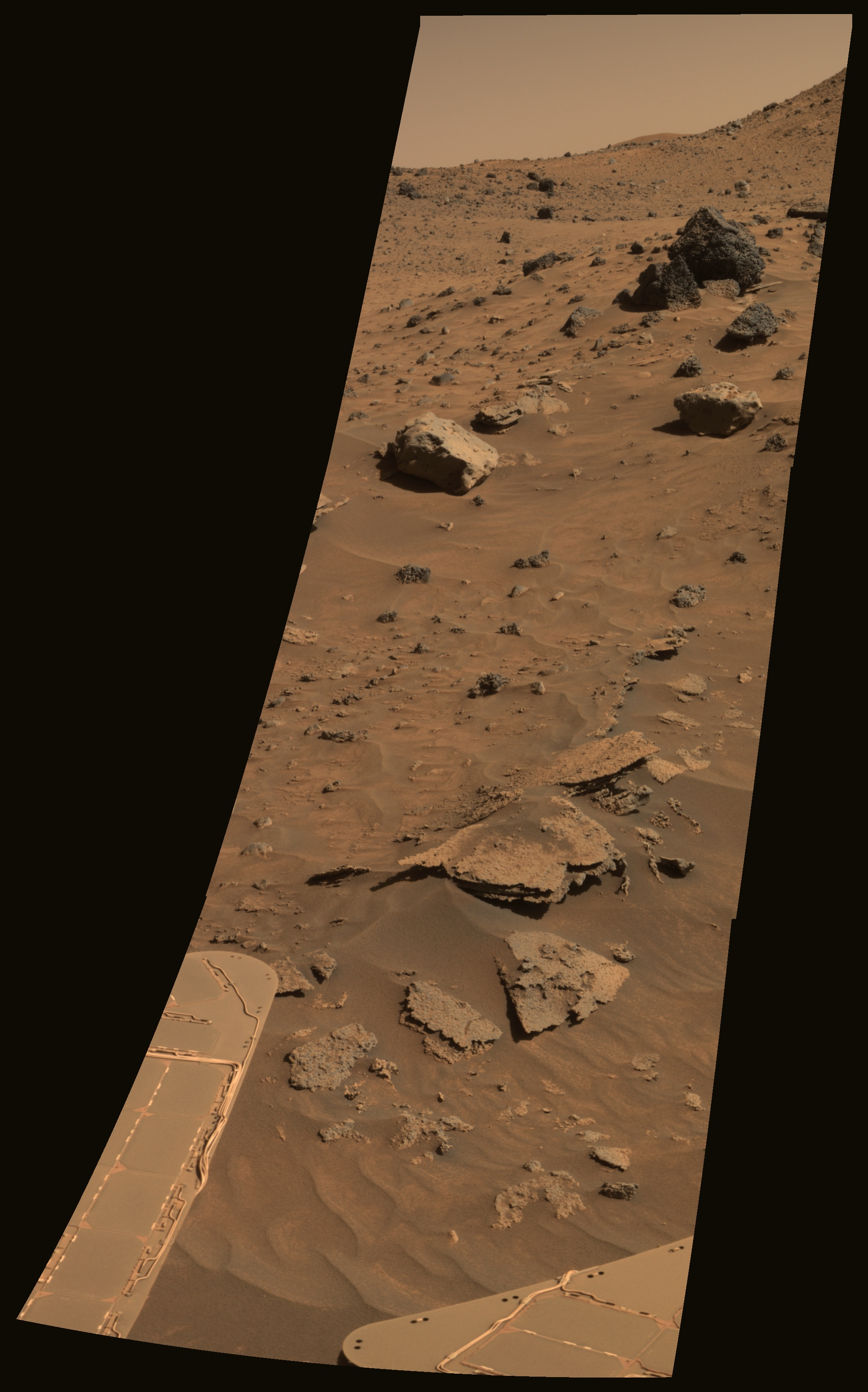
Potentielles météorites trouvées à Low Ridge.

Après avoir effectué des observations des changements dans la région environnante. Spirit atteint Low Ridge Haven le 9 avril, s'immobilisant sur une pente présentant une inclinaison de 11 degrés vers le nord, soit la meilleure exposition au soleil. Il y demeure les sept mois suivants, qui correspondent à l'hiver. Il ne reprend ses activités qu'en novembre.
Pendant son séjour à Low Ridge, Spirit a photographié deux roches de nature chimique semblable à celle de Heat Shield Rock, découverte par Opportunity, une météorite sur la surface de Mars. Nommées Zhong Shan d'après Sun Yat-sen et Allan Hills d'après Allan Hills, localisation dans l'Antarctique où plusieurs météorites martiennes ont été trouvées, elles se détachaient sur les rochers de fond qui étaient plus sombres. Des essais de spectrographes sont en cours[Quand ?] pour déterminer la composition exacte de ces roches, qui peuvent se révéler aussi être des météorites.

### 2007
Spirit demeure aux abords de Home Plate. Le sol 1306, il grimpe dessus en empruntant sa bordure orientale. En juillet-août, il subit une tempête de poussière, ce qui l'immobilise pendant six semaines. En septembre-octobre, il examine les roches et les sols à plusieurs endroits sur la moitié sud du plateau. Le 6 novembre, il atteint la limite ouest du plateau, prenant notamment un panorama de la vallée occidentale, avec Grissom Hill et Husband Hill visibles.

### 2008
Ce panorama est publié sur le site de la NASA le 3 janvier sans susciter beaucoup d'attention. Mais le 23 janvier, un site indépendant s'attarde sur un détail de l'image qui montre un rocher de quelques centimètres de haut ressemblant à une figure humanoïde vue de côté avec son bras droit partiellement levé,.
Le 23 octobre, le rover effectue ses premiers mouvements de roues depuis février. Le 9 novembre, les panneaux solaires n'ont emmagasiné que 89 Wh, ce qui est la quantité quotidienne d'énergie la plus faible jamais enregistrée depuis le début de la mission.

### 2009
En février, la situation s'améliore un peu car les panneaux solaires sont partiellement nettoyés par le vent. Il est prévu que Spirit se dirige vers les formations Von Braun et Goddard, situées à 200 mètres au sud, depuis Home Plate, ceci afin d'effectuer le trajet le plus court mais cette manœuvre échoue, en partie à cause du handicap de la roue avant droite. Spirit est donc conduit à faire le tour de Home Plate. En chemin, Il analyse une roche baptisée Stapledon, qui s'avère riche en silice, une preuve du passé hydrothermal du terrain. En mars, il se déplace de 13 puis de 26 mètres, ses plus longs trajets effectués depuis des mois.
Les 11 et 13 avril (sols 1874 et 1876), d'importants dysfonctionnements surviennent sur l'ordinateur central, qui se reproduisent quelques jours plus tard. Le 24 avril, alors que les problèmes informatiques ne sont pas élucidés, le rover se déplace de 1,7 mètre. Le 1er mai, l'ordinateur semble fonctionner de nouveau et le vent a un peu nettoyé les panneaux. En revanche, le sol sablonneux génère de grosses difficultés car Spirit patine. Le 10 mai, il s'enlise dans les sables d'une zone appelée « Troy » d'où les techniciens ne parviendront jamais à l'extraire.

### 2010
Le 26 janvier (sol 2158), la NASA renonce à dégager le rover et lui donne le statut de « station de recherche stationnaire ». Le 22 mars (sol 2210), la communication avec le rover est perdue.

### 2011
Le 25 mai, la NASA met un terme définitif à ses tentatives pour rétablir le contact avec le rover. Finalement, celui-ci aura parcouru 7 730,5 mètres, soit 12 fois plus que ses concepteurs l'avaient prévu, et transmis plus de 124 500 photographies.

## Autres rovers martiens
On dénombre cinq engins à s'être déplacé sur le sol martien. Spirit est le deuxième d'entre eux. Les quatre premiers sont de fabrication américaine.
- Sojourner : lancé le 4 décembre 1996, le tout premier rover ne pesait que 10,6 kg et n'a parcouru qu'une centaine de mètres, du 4 juillet au 27 septembre 1997.
- Opportunity : le jumeau de Spirit a - comme lui - quitté la Terre durant l'été 2003 et s'est posé sur Mars en janvier 2004. Mais il s'est montré beaucoup plus résistant que lui puisqu'il est resté actif pendant plus de quatorze ans, parcourant ainsi plus de 45 km. Il a été mis en sommeil par la NASA le 10 juin 2018 à la suite de violentes tempêtes, qui ont encrassé ses panneaux solaires[34]. Et en 2019, la NASA a annoncé officiellement sa mise hors service[35].
- Curiosity : lancé le 26 novembre 2011, plus lourd et plus puissant que les deux « MER », le dernier rover n'est pas, comme eux, alimenté par des panneaux solaires mais par un générateur nucléaire, ce qui l'autorise à fonctionner par toutes saisons et de jour comme de nuit. Ayant atteint la surface de Mars le 6 août 2012, il a parcouru 30,78 km le 31 août 2023[36].
- Perseverance : lancé le 30 juillet 2020, son but est d'explorer le cratère Jezero dans le cadre de la mission Mars 2020 de la NASA. De conception similaire à Curiosity, il également alimenté par un générateur nucléaire. Il a atterri sur Mars le 18 février 2021 et a parcouru 24,661 km le 1er février 2024.
- Zhurong : lancé le 23 juillet 2020, Zhurong est le premier rover martien chinois. Il a atterri sur Mars le 14 mai 2021 et fut déployé avec succès le 22 mai 2021. Pesant environ 240 kg, il est plus grand que les deux MER, mais fait environ un quart de la taille de Curiosity et de Perseverance. Sa durée de vie opérationnelle est estimée à 90 sols martiens, et il a parcouru environ 1,2 km en décembre 2023.